# Trypanidius albosignatus
Trypanidius albosignatus là một loài bọ cánh cứng trong họ Cerambycidae.